# Олимпиадовка (Черкасская область)
Олимпиадовка (укр. Олімпіадівка) — село в Золотоношском районе (до 17.07.2020 — в Драбовском районе) Черкасской области Украины.
Почтовый индекс — 19800. Телефонный код — 4738.

## Население
Население по переписи 2001 года составляло 290 человек.

### Языковой состав
Родной язык населения по данным переписи 2001 года:
| Язык       | Численность, чел. | Доля     |
| ---------- | ----------------- | -------- |
| Украинский | 285               | 98,28 %  |
| Русский    | 5                 | 1,72 %   |
| Итого      | 290               | 100,00 % |

## Местный совет
19841, Черкасская обл., Драбовский р-н, с. Митлашевка, ул. Октябрьская, 181.

## История
Не позже 1796 года в деревня была приписана к Михайловской церкви в Драбове.
Есть на карте 1869 года.
С 1907 года в селе Владимирская церковь.